# 弘前公園

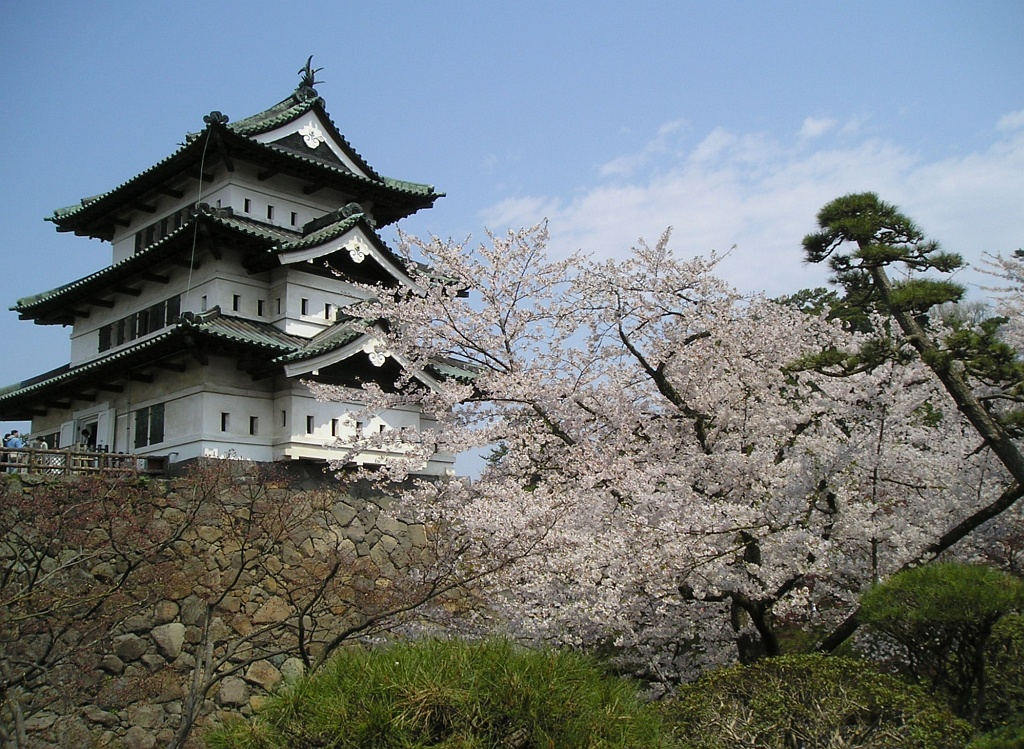
弘前城（国の史跡）

弘前公園（ひろさきこうえん）は、青森県弘前市下白銀町にある公園。都市計画公園名は鷹揚公園（おうようこうえん）、条例上（弘前市都市公園条例）の名称は鷹揚園（おうようえん）である。
弘前公園・鷹揚公園は日本の都市公園100選、日本の歴史公園100選、日本さくら名所100選に、公園内の弘前城は日本100名城、美しい日本の歴史的風土100選、人と自然が織りなす日本の風景百選、平成百景に選定されている。

## 概要
弘前公園は国指定史跡となっており、史跡指定面積は約49.2ヘクタールである。弘前市都市公園条例での名称は「鷹揚園」であり、公園施設として弘前城、弘前城植物園及び庭球場を定めている。都市計画公園名としては「鷹揚公園」（1948年（昭和23年）10月29日都市計画公園決定）で、江戸時代に再建された天守と5つの城門、3つの隅櫓が重要文化財に指定されている。
なお、名称については「弘前城公園」とすることも検討されている。
園内には2,600本の桜があり、春には弘前さくらまつりが開催される。
- 所在地：弘前市下白銀町1
- 敷地面積：約49.2ha[1]
- 園内で開催される主なまつり
  - 弘前さくらまつり（4月下旬〜5月上旬）
  - 弘前城菊と紅葉まつり（10月中旬〜11月上旬）
  - 弘前城雪燈籠まつり（2月中旬）

## 歴史

### 設置の経緯
弘前城は明治時代に入り、1871年（明治4年）9月に兵部省、1872年（明治5年）に陸軍省の管轄となった。1873年（明治6年）には全国城郭存廃ノ処分並兵営地等撰定方（廃城令）で日本全国の城郭や陣屋について存城と廃城の区別が行われたが、弘前城については「諸国存城調書」にも「諸国廃城調書」にも明記されず、その後の弘前城は陸軍省用地となったことから存城として扱われたとみられる。ただ、存城となっても盛岡城のように解体された例もあり、弘前城でも1884年（明治17年）に本丸御殿等が取り壊された。
弘前城には、のちに第八師団が設置されるまで青森県の管轄部分も含まれ、県は使用の見込みもなく毎年保存修理に費用がかかるとして、1880年（明治13年）7月に旧三の丸の建物と附属庫の入札を実施した。しかし、参謀本部は同年8月4日に臨時に必要とする場合があるため「其儘存置」するよう指示した。その後、旧藩士や地方庁から跡地を利用したいとの要望があったものの陸軍省はこれらを却下した。
旧藩主の津軽承昭も陸軍省に旧弘前城の払い下げを請願したが不認可となり、公共用であれば使用してよいとの回答を受けた。弘前城の払い下げを求めていた承昭はこの条件に着目して公園の設置を考え、弘前市と内議を行い、市が公園化を出願し、公園の管理と費用負担は津軽家が担う形がとられた。1894年（明治27年）10月に津軽家と弘前市との間で交わされた「弘前市公園ニ係ル契約証」では、弘前市参事会から津軽家家職の斎藤璉と須郷元雄に公園管理を委託し、設置費用に公費は充てず寄付金で賄うこととされた。そして管理規程などが設けられ、1895年（明治28年）5月20日に弘前公園は開園した。
1896年（明治29年）には弘前市に第八師団が置かれることが決定し、1898年（明治31年）に弘前陸軍兵器支廠の敷地とするため旧三の丸の大半が陸軍省へ返還された。これにより将来的な払い下げが難しくなったことなどから、津軽家は1902年（明治32年）5月13日付で公園の管理の委嘱を辞退し、管理規程の改正により同年7月1日から公園は弘前市の予算で管理されることになった。

### 年表
- 1894年（明治27年） - 陸軍省から旧弘前城の拝借許可（弘前市に対する無償貸与）が指令される[5]。弘前市が公園化を出願し、公園の管理と費用負担を旧藩主の津軽家が担う形をとる[6]｡
- 1895年（明治28年） - 弘前公園として開園[5]。
- 1902年（明治35年） - 弘前公園管理規程の改正により弘前市の予算で管理されることとなる[6]。
- 1908年（明治41年） - のちの大正天皇（当時は皇太子）が来弘。鷹揚園と名付けられる。
- 1918年（大正7年） - 第1回観桜会が開催される。
- 1945年（昭和19年） - 亀甲町側に一陽橋を新設。
- 1962年（昭和37年） - 第1回菊ともみじまつり開催。
- 1977年（昭和52年） - 雪燈籠まつり開催。
- 1988年（昭和63年） - 三の丸に植物園を開館。
- 1989年（平成元年） - さくらまつり期間のみ、本丸、北の郭、二の丸を初めて有料化。
- 1995年（平成7年） - 開園100周年を迎える
- 2003年（平成15年） - 有料期間や区域を変更。
- 2020年（令和2年）‐新型コロナウイルスの影響により100回目となる弘前さくらまつりが中止。また4月10日18時から5月17日まで閉鎖された[7]。

## 有料区域
いずれも、市内の小中学生や65歳以上の市民などは無料。団体割引（10名以上）や、本丸・北の郭と植物園の共通入場券も販売されている。料金など詳細は、弘前市のサイトなどを参照。
- 本丸・北の郭

有料期間は、毎年4月1日から11月23日。開場時間は、9時から17時（4月23日から5月5日までは、7時から21時）まで。5月の最終日曜日は無料。なお、入園料には弘前城史料館の入館料も含まれている。
- 弘前城植物園

4月中旬から11月23日の期間のみ開園。開場時間は、9時から17時まで。

## 名所・施設
- 弘前城（天守）
  - 弘前城史料館（弘前城天守内）
- 城門（内部非公開） - 北門、東門、東内門、南内門、追手門
- 櫓（内部非公開） - 辰巳櫓、未申櫓、丑寅櫓
- 青森県護国神社
- 弘前市立博物館
- 弘前市民会館
- 弘前城植物園
- 弘前市緑の相談所
- 西濠ボート
- 中濠観光舟 - まつりの際に運航[9]。当初は弘前観光コンベンション協会が蔵の街遊覧船（栃木県栃木市）に委託していたが、2019年より地元の船頭が操船している[9][10]。
- 広場 - レクリエーション広場、ピクニック広場、市民広場
- 物販施設など - 武徳殿、弘前市物産館、熊の店
- 食堂 - 山善

## 周辺の名所・施設

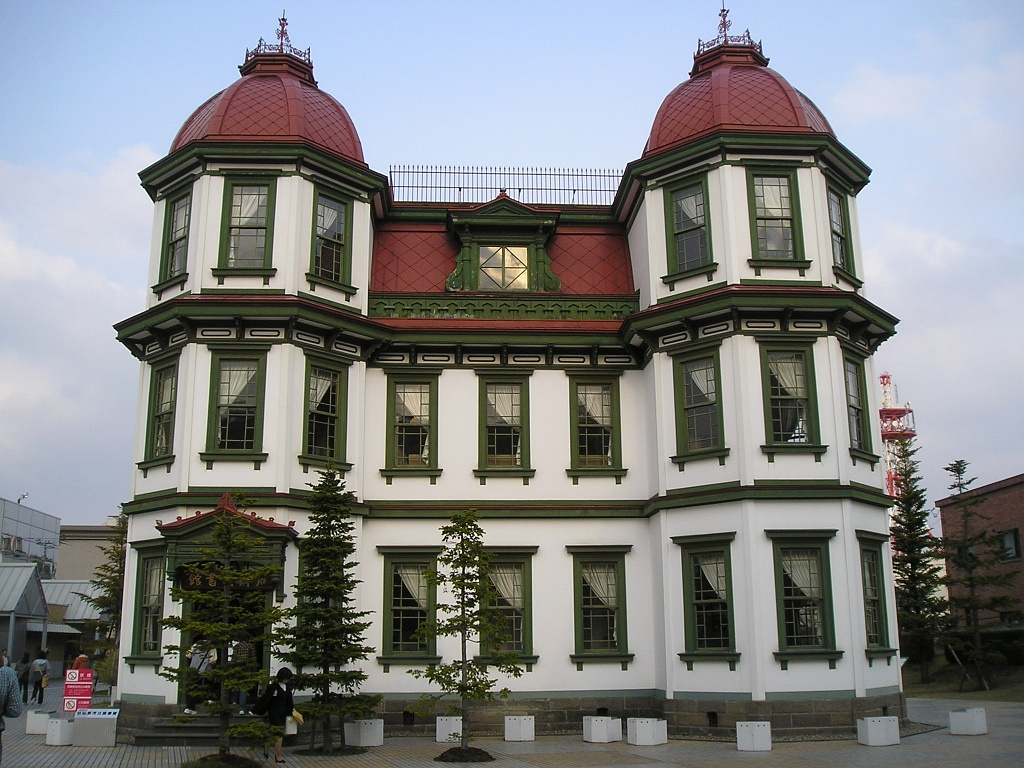
旧弘前市立図書館

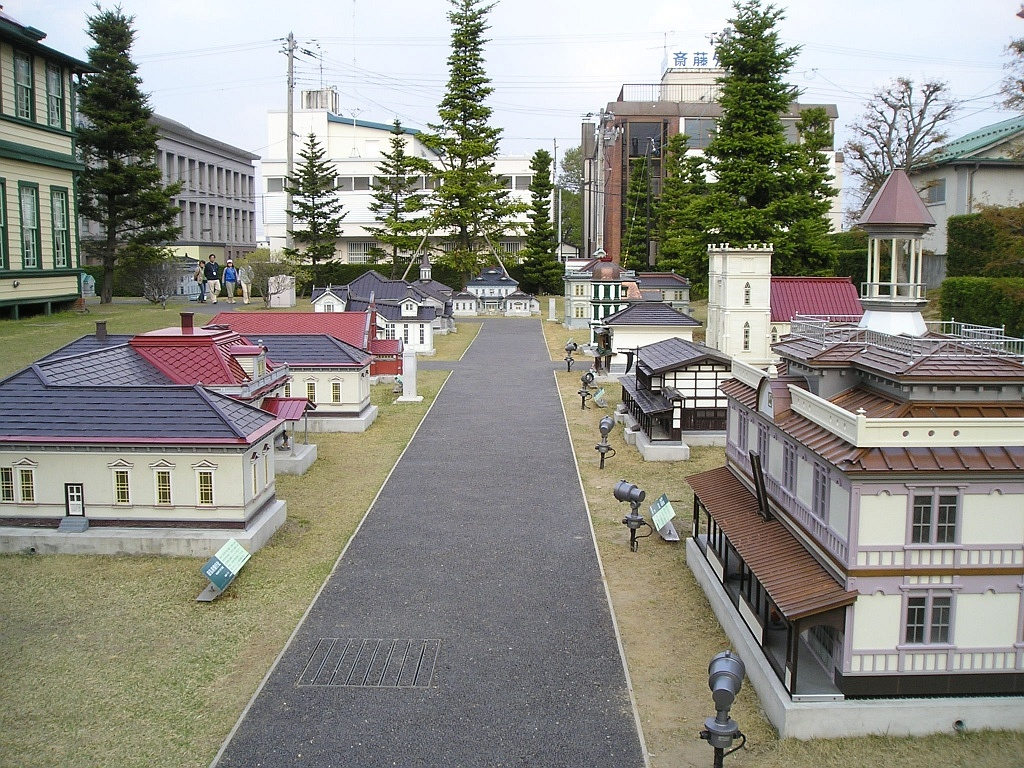
ミニチュア建造物群

- 津軽藩ねぷた村
- 旧第五十九銀行本店本館（青森銀行記念館）
- 追手門広場
  - 弘前市立観光館・山車展示館
  - 弘前市立郷土文学館
  - 弘前市立図書館
  - 旧弘前市立図書館
  - 旧東奥義塾外人教師館
  - ミニチュア建造物群
- 藤田記念庭園
- 長勝寺
- 弘前市役所
- 弘前文化センター（多目的ホール）
- 青森県立弘前中央高等学校
- 青森県立弘前工業高等学校
- 陸奥新報本社
- 東奥日報弘前支社
- NHK弘前支局

## アクセス

### 路線バス
- 弘南バス
  - 東日本旅客鉄道（JR東日本）奥羽本線・弘南鉄道弘南線 弘前駅から「土手町循環100円バス」（市内循環バス）に乗車、市役所前バス停ほかで下車。または他の路線バス、バス停も利用可能。

### 自動車
- 東北自動車道 大鰐弘前ICから約30分。